# Transumer
 Der er for få eller ingen kildehenvisninger i denne artikel, hvilket er et problem. Du kan hjælpe ved at angive troværdige kilder til de påstande, som fremføres i artiklen.

Transumer er en person som orienteret mod fornøjelser, rejser og oplevelser uden faste bindinger frem for materielle goder.
Transumerne vil frigøre sig fra materielle objekter for at undgå medfølgende besvær, de vil eksempelvis ikke anskaffe sig fast ejendom, som skal finansieres hvilket betyder at vedkommende uønsket må binde sig til et eventuelt ansættelsesforhold, over en længere periode, med det besværet dette kan medføre samt sikring mod tyveri, beskadigelse, vedligeholdelse, opmagasinering samt klargøring af de materielle objekter.
Det gælder alt fra ejendomme racercyklen, motorcyklen, sejlbåde, sommerhuset etc. 
En transumer ønsker primært at leve en her og nu tilværelse.

## Ekstern henvisning og kilde
- Transumer forklaring (engelsk)

| Økonomi | Spire Denne artikel om økonomi er en spire som bør udbygges. Du er velkommen til at hjælpe Wikipedia ved at udvide den. |